# Scopula spilotis
Scopula spilotis là một loài bướm đêm trong họ Geometridae.